# 上郷村 (鳥取県)
上郷村（かみごうそん）は、鳥取県東伯郡にあった村。現在の東伯郡琴浦町の一部にあたる。

## 地理
洗川と支流・倉坂川の上流域に位置していた。

## 歴史
- 1889年（明治22年）10月1日、町村制の施行により、八橋郡野田村、福永村、大杉村、山田村、公文村、倉坂村が合併して村制施行し、上郷村が発足[1][2]。旧村名を継承した野田、福永、大杉、山田、公文、倉坂の6大字を編成[2]。
- 1896年（明治29年）4月1日、郡の統合により東伯郡に所属[2]。
- 1954年（昭和29年）2月1日、東伯郡八橋町、浦安町、下郷村、古布庄村と合併し東伯町を新設して廃止された[1][2]。合併後、東伯町大字野田・福永・大杉・山田・公文・倉坂となる[2]。

## 産業
- 農業

## 教育
1873年（明治6年）山田村に山田小学校開校。1884年（明治17年）大杉村に大杉小学校開校。1886年（明治19年）山田小学校が大杉村に校舎移転。その後、上郷尋常小学校が設置され、1926年（大正15年）7月、青年訓練所を併置。1941年（昭和16年）上郷国民学校に改称。1947年（昭和22年）上郷小学校に改称。